# Gualberta Alaide Beccari
Gualberta Alaide Beccari (Pàdua, 1842 - Bolonya, 1906) fou una escriptora i periodista italiana, sufragista, feminista, republicana, pacifista i reformadora social. El 1868 fundà la revista sobre drets de les dones La Donna, publicada fins al 1891 i considerada l'òrgan principal del moviment per l'emancipació de les dones a Itàlia en què van col·laborar dones clau com Anna Maria Mozzoni, Elena Ballio, Luisa Toso i Giorgina Saffi. També escrigué amb el pseudònim de Flaviana Flaviani. Entre les seues obres de teatre més destacades hi ha È storia o Un cas di divorzio, en què exposa els seus ideals de progrés i emancipació.

## Biografia
Alaide Beccari nasqué a Pàdua el 1842, tercera filla i única supervivent d'una fratria de més de 10 germans. Cresqué en un ambient familiar mazzinista i de passió per la literatura. El seu pare, Girolamo Giacinto, originari de Montagnana, traduïa i adaptava obres teatrals i dirigí la Societat Filodramàtica dels Solerti de Pàdua, de la qual formava part Antonietta Gloria, la mare de Gualberta Beccari.
En esclatar la Segona Guerra de la Independència italiana la família es traslladà a Mòdena el 1859 en un territori insurgent on son pare va continuar l'activitat teatral i s'allistà a l'exèrcit reial i després a Venècia. Beccari ajudà el seu pare en el seu treball i n'esdevingué secretària. Durant l'exili del seu pare a Torí, entrà en contacte amb l'entorn republicà, i en va sorgir el desig de promoure l'educació de les dones i la lectura. Des de jove s'interessà per l'escriptura i pel compromís polític. Començà col·laborant en un tauler d'anuncis commemoratiu en honor d'Adelaide Cairoli i els seus fills, editat al costat de Francesca Zambusi dal Lago.
De retorn a Pàdua crea al 1868 la revista literària La Donna, que es defineix com "una publicació sobre interessos femenins (...) l'única escrita per dones".

### La Donna
La Donna tenia una periodicitat quinzenal. L'objectiu principal de la publicació era informar i educar les dones en totes les àrees: política, literària, científica i artística; els articles no es limitaven a l'esfera teòrica sinó que duien exemples pràctics relacionats amb les escoles i el món laboral; també hi havia una ullada internacional a les principals expressions del pensament femení.
La publicació va promoure els drets de les dones després de la unificació italiana el 1861. Alaide Beccari era reformadora social quan la reforma moral i política estava sent recolzada popularment a Gran Bretanya, França, Estats Units i altres llocs com durant el segle XIX.
La Donna era una veu feminista poc habitual a Itàlia durant les dècades dels 1870-1880, i donava suport a l'"emancipació de la dona". Beccari, com altres feministes italianes de la seua generació (com Erminia Fuà, Aurelia Cimino Folliero, Sara Nathan, Giovanna Garcea i Adelaide Cairoli) relacionava l'alliberament de les dones amb la política d'unificació italiana, referint-se al "Risorgimento de la dona". La revista donà cobertura a Anna Maria Mozzoni, que lluità per reformar les lleis d'Itàlia que regulaven la legalització de la prostitució. Mozzoni, Beccari, Giorgina Saffi estengueren el concepte de "dona ciutadana" i "mare patriota". La Donna també promogué les causes secundades per Josephine Butler. Els articles publicats en La Donna en italià es traduïen i publicaven a l'estranger, en la revista feminista anglesa The Englishwoman's Review. El 1877, La Donna feu una campanya que replegà 3.000 signatures en suport del sufragi femení a Itàlia.
Després d'una breu estada a Venècia, el 1878, Beccari es traslladà a Bolonya i amb ella l'equip editorial de la revista. En aquest període el compromís polític de la revista es va fer més específic: el tema central era l'activitat de les empreses de treballadors inspirades en Mazzini i l'atenció a la lluita per les demandes en el món laboral. A l'entorn de Beccari i la revista, es creà una important xarxa d'amistats que també implicava teixir una xarxa de solidaritat i igualtat de relacions en base no sols en la revista, sinó també en les reunions periòdiques que es feien a casa de Beccari.
Les col·laboradores de La Donna Anna Maria Mozzoni, Sarina Nathan, Luisa Tosko, Giorgina Janet Craufurd, Giulia Cavallari Cantalamessa, Fanny Lewald, Ernesta Napollon, participaren en les principals campanyes feministes del segle xix.
Beccari es veié obligada a deixar la direcció de la revista el 1887 per problemes de salut. Emilia Mariani la rellevà.
Beccari pensava que les dones podien ser un contrapés enriquidor al "militarisme" masculí. Donava suport a les causes pacifistes, i La Donna sovint donava cobertura a organitzacions pacifistes, com ara a l'Associació Internacional de Dones (IAW) creada per Marie Goegg a Ginebra el 1870.
Beccari també escrigué obres de teatre, com ara Un caso di divorzio, estrenada el 1881, que ha estat criticada com a "sentimental" i "predicible". L'obra, però, és rellevant per haver estat escrita i produïda. No eren freqüents llavors les escriptores: la majoria de les dones eren analfabetes. Cal recordar les dramaturgues Luisa Marenco-Martini-Bernardi, Irma Meladny Scodnik i Amelia Rosselli. El sufragi femení arribà a Itàlia tan tard com amb la caiguda del feixisme al 1945. El divorci s'hi legalitzà al 1970.

### Il Tesoro delle Giovani
Entre 1875 i 1876 dirigí la revista Il Tesoro delle Giovani Madri. Giornale illustrato delle spose e delle famiglie, que planteja el dret de les dones a assumir una ciutadania plena; reclama la participació de les dones en l'esfera política, tot i els atacs de la premsa clerical i conservadora.
Gualberta Beccari participà personalment i amb el seu diari en la campanya per l'abolició de la prostitució estatal, una campanya que involucrà (per primera vegada en la història de la Itàlia contemporània) hòmens i dones d'orientació democràtica i republicana; donà suport al mètode fröbelià, la coeducació, la igualtat entre hòmens i dones docents, i s'enfrontà a l'ensenyament religiós confessional.
Se li atribueix la frase "Em vaig sentir incitada a la rebel·lió quan em vaig assabentar que un marit brutal havia esbatussat l'esposa; i em vaig sentir ... humiliada dolorosament en escoltar-ho de la mateixa esposa".

### Mamma, revista infantil
Des del 1886, i durant vint anys, va dirigir la revista infantil Mamma, en la qual intentà mostrar les seues idees educatives sobre formació i preparació civil de les noves generacions. Entre 1896 i 1897 també fundà una "biblioteca educativa per a joves" que duu el nom de la lingüista italiana Clotide Tambroni.
Afectada per una malaltia d'origen nerviós que l'havia limitada al llarg de la vida, va morir sola a la rodalia de Bolonya, ajudant un nen necessitat.
També va fer costat a altres escriptores que intentaven començar a escriure. I també fou una defensora del socialisme, i això li suposà la pèrdua de suport de les feministes moderades.

## Obres
- Marco Visentini. Martiri italiani, alcune donne pei danneggiati poveri dall'innondazione in Roma (en italià), 1871, p. 199. OCLC 794650584.

### Teatre
- Beccari, Gualberta Alaide. Fidanzati senza saperlo! primo tentativo drammatico della giovinetta Gualberta Alaide Beccari (en italià).  L. Cioffi, 1860.
- Visentini. Pasquale Paoli dramma in cinque atti (en italià), 1870, p. 99. OCLC 48218229.
- È Storia!dramma in tre atti (en italià), 1872, p. 69. OCLC 80260383.
- Carlo Barbini. Un caso di divorzio, commedeia in tre atti (en italià), 1884, p. 133. OCLC 990044397.
- Carlo Barbini. La figliuola del soldato, commedia in due atti (per ragazzine) (en italià), 1884, p. 120. OCLC 809213890.